# Paul Thompson (Eishockeyspieler, 1988)
Paul Thompson (* 30. November 1988 in Methuen, Massachusetts) ist ein ehemaliger US-amerikanischer Eishockeyspieler, der im Verlauf seiner aktiven Karriere zwischen 2007 und 2023 unter anderem annähernd 750 Spiele in der American Hockey League (AHL) auf der Position des rechten Flügelstürmers bestritten hat. Darüber hinaus absolvierte Thompson weitere 24 Partien für die New Jersey Devils und Florida Panthers in der National Hockey League (NHL). Sein Cousin Mike Souza war ebenfalls professioneller Eishockeyspieler.

## Karriere
Thompson wurde in Methuen im US-Bundesstaat Massachusetts geboren, verbrachte seine Kindheit allerdings in Derry im Bundesstaat New Hampshire. Dort spielte er bis 2007 in der Eastern Junior Hockey League (EJHL) für die New Hampshire Junior Monarchs. In der Saison 2006/07 war er im Alter von 16 Jahren der wertvollste Spieler der Liga, nachdem er die meisten Tore erzielt und meisten Scorerpunkte gesammelt hatte. Im Sommer 2007 begann der Stürmer sein Studium an der University of New Hampshire. Parallel dazu spielte er für das Eishockeyteam der Universität in der Hockey East, einer Division im Spielbetrieb der National Collegiate Athletic Association (NCAA). Insbesondere in seinem vierten und letzten Jahr dort konnte sich Thompson als Topscorer und mit zahlreichen Auszeichnungen bedacht für eine Karriere im Profibereich empfehlen, nachdem er in den vorangegangenen NHL Entry Drafts unberücksichtigt geblieben war.
Schließlich sicherten sich die Pittsburgh Penguins aus der National Hockey League (NHL) im März 2011 die Dienste des Angreifers für zwei Jahre und setzten ihn in dieser Zeit bis zum Sommer 2013 in ihrem Farmteam, den Wilkes-Barre/Scranton Penguins, in der American Hockey League (AHL) ein. Anschließend verlängerten sie seinen Vertrag um ein Jahr, transferierten ihn aber im Verlauf der Saison 2013/14 im Februar 2014 zu den Columbus Blue Jackets. Im Gegenzug wechselte Spencer Machacek nach Pittsburgh. Die Blue Jackets gaben Thompson aber keine Chance, in der NHL Fuß zu fassen und ließen ihn bis zum Ende der Spielzeit bei den Springfield Falcons in der AHL auflaufen. Seinen auslaufenden Vertrag verlängerte das Franchise nicht und so wurde der Free Agent von den Albany Devils aus der AHL unter Vertrag genommen. Da er mit 55 Scorerpunkten in der Saison 2014/15 zu überzeugen wusste, erhielt er im Sommer 2015 einen neuen Zweijahresvertrag von Albanys Kooperationspartner aus der NHL, den New Jersey Devils. Diese setzten ihn aber weiterhin in der AHL ein, verhalfen ihm im Saisonverlauf aber auch zu seinem NHL-Debüt, wo er dreimal zum Einsatz kam.
In der Sommerpause im Juni 2016 wurde Thompson erneut Teil eines Transfergeschäftes. Gemeinsam mit Graham Black wurde er an die Florida Panthers abgegeben, die im Gegenzug ein Zweitrunden-Wahlrecht im NHL Entry Draft 2018 und den Vertrag des invaliden Großverdieners Marc Savard an New Jersey abtraten. Bei den Panthers gelang es Thompson zunächst auch nicht, sich in der Saisonvorbereitung einen Stammplatz im NHL-Kader zu erarbeiten, war aber von Anfang Dezember 2016 bis Anfang Februar 2017 fixer Bestandteil desselbigen, ehe er erneut beim Farmteam Springfield Thunderbirds im Kader stand.
Nach der Saison 2016/17 wurde sein auslaufender Vertrag in Florida nicht verlängert, sodass sich Thompson im Juli 2017 als Free Agent den neu gegründeten Vegas Golden Knights anschloss. Im Juli 2018 unterzeichnete Thompson in gleicher Weise einen Zweijahresvertrag bei den Florida Panthers. Anschließend erhielt er im Oktober 2020 einen auf die AHL beschränkten Vertrag beim Hartford Wolf Pack, der im Sommer 2021 nicht verlängert wurde. Daraufhin wurde Thompson im Oktober 2021 von den Bridgeport Islanders aus der AHL unter Vertrag genommen, die ihn zeitweise an ihr Farmteam, die Worcester Railers, aus der ECHL abgaben. Für die Islanders spielte der Außenstürmer bis zum Ende der Saison 2022/23, ehe er im Oktober 2023 im Alter von fast 35 Jahren das Ende seiner Laufbahn als Profisportler bekannt gab.

## Erfolge und Auszeichnungen
| - 2010 Hockey East All-Academic Team - 2011 Hockey East First All-Star Team - 2011 Hockey East Player of the Year | - 2011 Hockey East Three Stars Award - 2011 NCAA East First All-American Team - 2015 Teilnahme am AHL All-Star Classic |

## Karrierestatistik
(Legende zur Spielerstatistik: Sp oder GP = absolvierte Spiele; T oder G = erzielte Tore; V oder A = erzielte Assists; Pkt oder Pts = erzielte Scorerpunkte; SM oder PIM = erhaltene Strafminuten; +/− = Plus/Minus-Bilanz; PP = erzielte Überzahltore; SH = erzielte Unterzahltore; GW = erzielte Siegtore; 1 Play-downs/Relegation; Kursiv: Statistik nicht vollständig)